# Hundtandsmönster

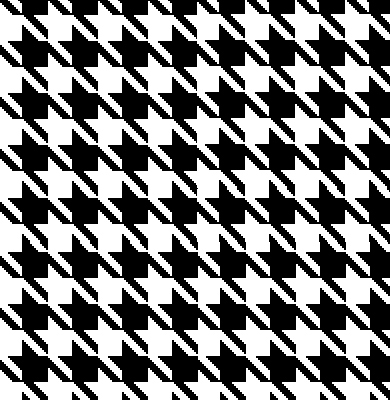
Hundtandsmönster

Hundtandsmönster i 2/2-kypert

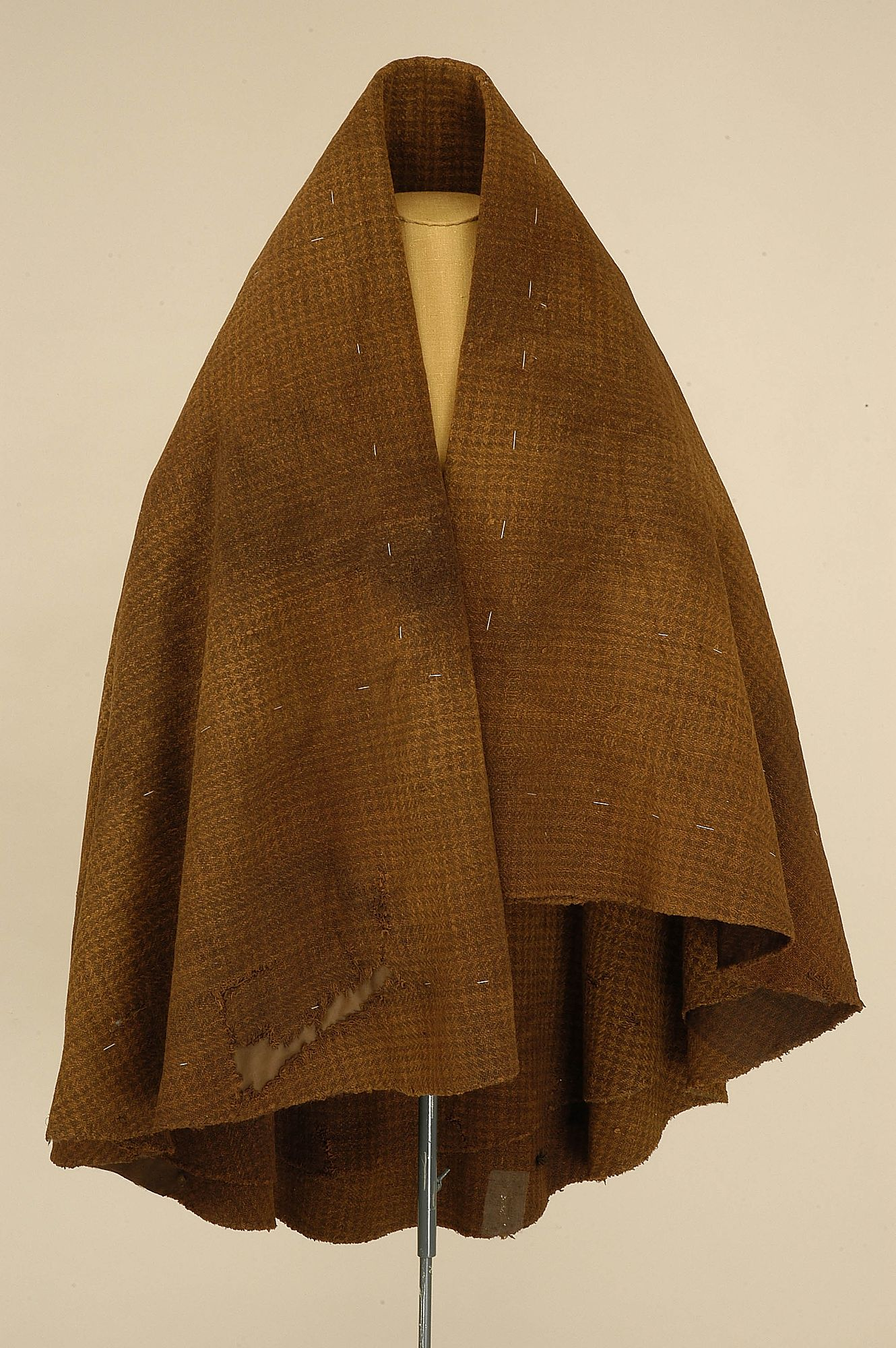
Gerumsmanteln

Hundtandsmönster (en. Houndstooth) är ett mönster som består av horisontellt och vertikalt upprepade geometriska former som uppstår som en färgeffekt på tyger vävda i kypert. Mönstret bildas av rutor som i och med kypertlinjerna bildar figurer som påminner om tänder. Färgeffekten uppstår som en följd av tygets tillverkningsteknik där varp och inslag har olika färg.
Sveriges äldsta bevarande klädesplagg är en ca 2 000 år gammal mantel som har ett hundtandslikt mönster. Manteln hittades 1920 på Gerumsberget utanför Falköping.